# Diachrysia generosa
Diachrysia generosa là một loài bướm đêm trong họ Noctuidae.